# Szent Asztrik

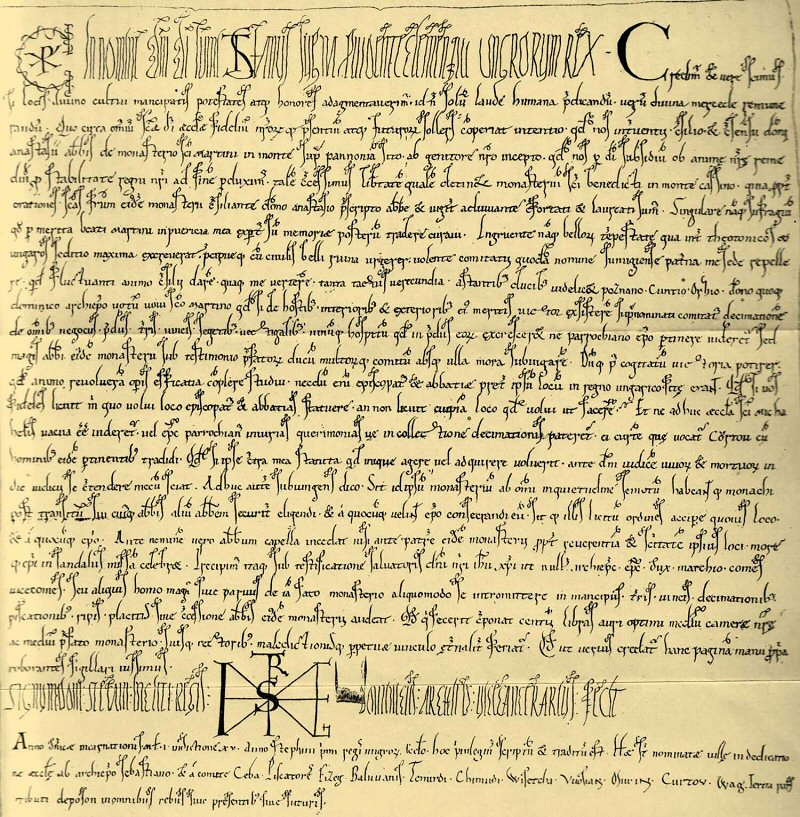
Pannonhalmi apátság alapítólevele. Asztrik a Szent Márton hegyén (Pannonhalmán) épített első magyar bencés kolostor apátja lett

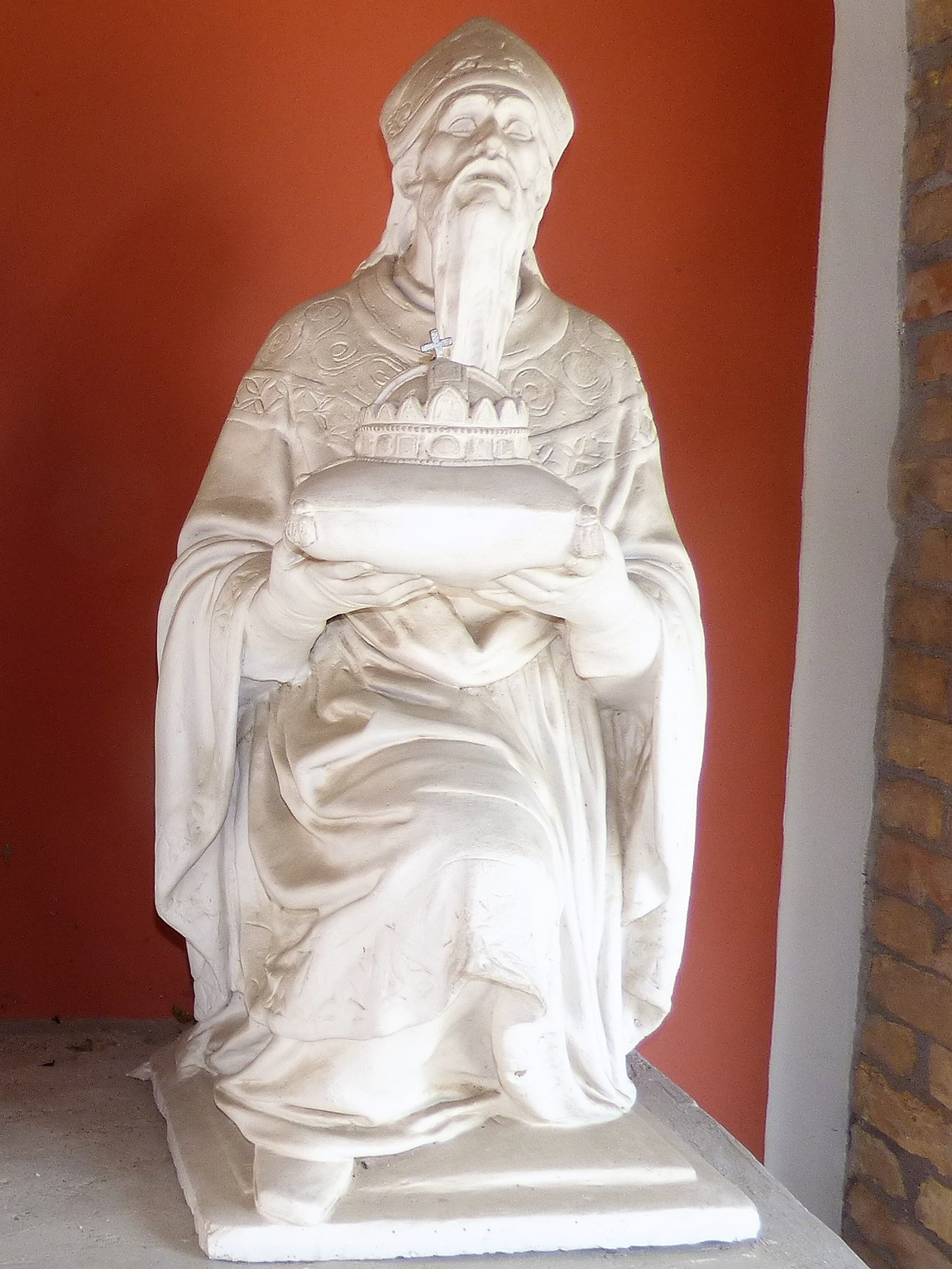
Szobra a székesfehérvári Bory-várban, Bory Jenő alkotása. Tanulmány a Püspökkút című díszkúthoz

Szent Asztrik (Anasztáz-Asztrik, Szent, Ascherik, Ascerius, Aserik, Asrik) (Bajorország, 955 – Kalocsa, 1036) a negyedikként számontartott esztergomi érsek, majd az első kalocsai érsek, térítő pap. Szent István 1000-ben őt küldte Rómába II. Szilveszter pápához koronáért és áldásért.

## Élete
Személyét gyakran azonosnak veszik Radla cseh származású későbbi prágai püspökkel. Radla Prágai Szent Adalbert nevelője és társa volt, 972-ben együtt tanultak Magdeburgban. Az Anasztáz-Asztrik nevet kolostorba lépésekor kapta. 976-ban II. Ottó német-római császár udvarába jutott. Ottó halála után (983) a már prágai érsek Adalberthez költözött. 992–995 között a břevnovi kolostor apátura volt. Magyarországra 996-ban Géza fejedelem kérésére jött, amikor Szent Adalbertnek nem sikerült megerősítenie pozícióját Csehországban és elhagyta Prágát, hogy segítse missziós munkáját a magyarok között. A Szent Márton hegyén (Pannonhalmán) épített első magyar bencés kolostor apátja lett. Géza halála után Szent István tanácsosa lett.
Életéről így ír Hevenesi Gábor a 17. század végén:
„Asztrik pedig szent életének példájával szüntelenül a lelkek üdvösségéért fáradozott. A püspökségből önmagának sem tiszteletet, sem hasznot nem akart szerezni, hanem boldogságát Isten dicsőségében és a bárányok javában kereste. Az ország nagyon súlyos ügyeivel Rómába küldték, és Szilveszter pápánál oly sikerrel végezte küldetését, hogy a pápa angyali intéstől indítva, arany koronát, apostoli királyi címet és apostoli keresztet küldött, miként Szent István kérte tőle. Ettől kezdve a kereszt került az ország címerén a sas helyébe. Amikor Sebestyén, az első esztergomi érsek elvesztette szeme világát, három esztendőre Asztrik lett a helyettese. Az árváknak atyja, a szorongatottaknak menedéke volt, mígnem az Úr 1034. esztendejében, november 12-én, 70 éves korában el nem szólította, hogy megkapja az égben fáradalmai jutalmát. Méltó, hogy halála után tiszteljék azok, akiket az égre érdemes életre tanított a földön. Sok csodája közé tartozik egy halott föltámasztása is.”
999-ben Szent István őt küldte Rómába, hogy II. Szilveszter pápával tárgyaljon. Valószínűleg ekkor kapta meg püspöki kinevezését. A pápától megkapta a kért koronát és a regáliákat. Érdemeiért a pannonhalmi kolostor megkapta ugyanazokat a kiváltságokat, amelyekkel Monte Cassino kolostora rendelkezett. István megbízásából részt vett a II. Henrik által tartott zsinaton is, Frankfurtban, 1007-ben. Asztrik, Sebestyén érseket helyettesítette (1000–1012) megvakulása után. Bár egy idő után visszanyerte látását, és újból az érseki székbe került. Asztrikot, viszont az új kalocsai érsekség élére tette Szent István, hogy megtarthassa rangját. Így létesült a második magyarországi érsekség.
1037-ben hunyt el. A bencés martirológiumba november 12-re ezt írták: „Esztergomban, Magyarországon Szent Anasztáz püspök és hitvalló, nagy életszentségű férfi temetése.”
A Nagyboldogasszony-főszékesegyház renoválási munkálatai során 1911-ben megtalált maradványait a 2014 elején elvégzett radiokarbon-vizsgálat kétséget kizáróan azonosította.